# Michael Berry (atleta)
Michael Berry (Seattle, 10 dicembre 1991) è un velocista statunitense, specializzato nei 400 metri piani.
In carriera si è laureato campione mondiale della staffetta 4×400 metri a Taegu 2011, pur avendo gareggiato unicamente in batteria.

## Palmarès
| Anno | Manifestazione    | Sede    | Evento        | Risultato | Prestazione | Note                                             |
| ---- | ----------------- | ------- | ------------- | --------- | ----------- | ------------------------------------------------ |
| 2010 | Mondiali juniores | Moncton | 4×400 m       | Oro       | 3'04"76     | Miglior prestazione mondiale stagionale under 20 |
| 2011 | Mondiali          | Taegu   | 4×400 m       | Oro       | 2'59"31     | [ 1 ]                                            |
| 2017 | World Relays      | Nassau  | 4×400 m mista | Argento   | 3'17"29     |                                                  |